# Семіозис
Семіозис — переклад зображень у знакову форму (зображуване). Метою є така трансформація форми зображення, яка в лаконічній формі дозволяє передавати великий обсяг інформації і виділяти певну частину візуальної інформації як найважливішу.